# Arado Ar 68
Arado Ar 68 var ett tyskt ensitsigt, dubbelvingat jaktflygplan som konstruerades i mitten på 1930-talet. Det var bland de första jaktplanen som konstruerades i Tyskland när Versaillesfördragets restriktioner frångicks och Tyskland började återupprusta. Det kom även att bli det sista dubbelvingade jaktplanet i Tredje riket.
Ar 68, som konstruerades för att ersätta Heinkel He 51, visade sig ha beundransvärda manöveregenskaper när den lyfte för första gången tidigt år 1934. Detta trots att de hade haft stora svårigheter att hitta en tillräckligt stark motor för prototypen. Slutligen installerades en Junkers Jumo 210-motor och Ar 68 började tillverkas. Det var dock nära att man avbröt projektet då man oroade sig för det högpresterande flygplanets oförlåtande karaktär.
Ar 68 kom i tjänst med Luftwaffe sommaren 1936 och en av de första enheterna stationerades i Östpreussen.  Snart sändes flygplanet till Spanien för att delta på nationalisternas sida i Spanska inbördeskriget. Där kom den dock att utklassas av det knubbiga ryska jaktplanet Polikarpov I-16. Arado svarade med att uppgradera motorn i Ar-68E-versionen och detta flygplan blev Luftwaffes mest använda jaktplan 1937-1938 tills det började ersättas av Messerschmitt Bf 109.  De sista Ar 68:orna tjänade som nattjaktflygplan under vintern 1939-40 och som jaktskolplan.

## Versioner
- Ar 68V 1 : prototyp, utrustad med en 660-hästkrafters BMW VI-motor. Första flygning år 1933.
- Ar 68E : första versionen som kom i Luftwaffes tjänst, utrustad med en 610-hästkrafters Junkers Jumo 210-motor.
- Ar 68F : utrustad med en 670-hästkrafters BMW-motor.
- Ar 68G : den mest numerära varianten som var utrustad med en BMW VI-motor på mer än 670 hk.
- Ar 68H : prototypflygplan i ett exemplar.  Utrustat med en 850-hästkrafters kompressormatad 9-cylindrig, luftkyld BMW 132Da-radialmotor.  Det var det första Aradojaktplanet med sluten sittbrunn.